# Theater tri-bühne

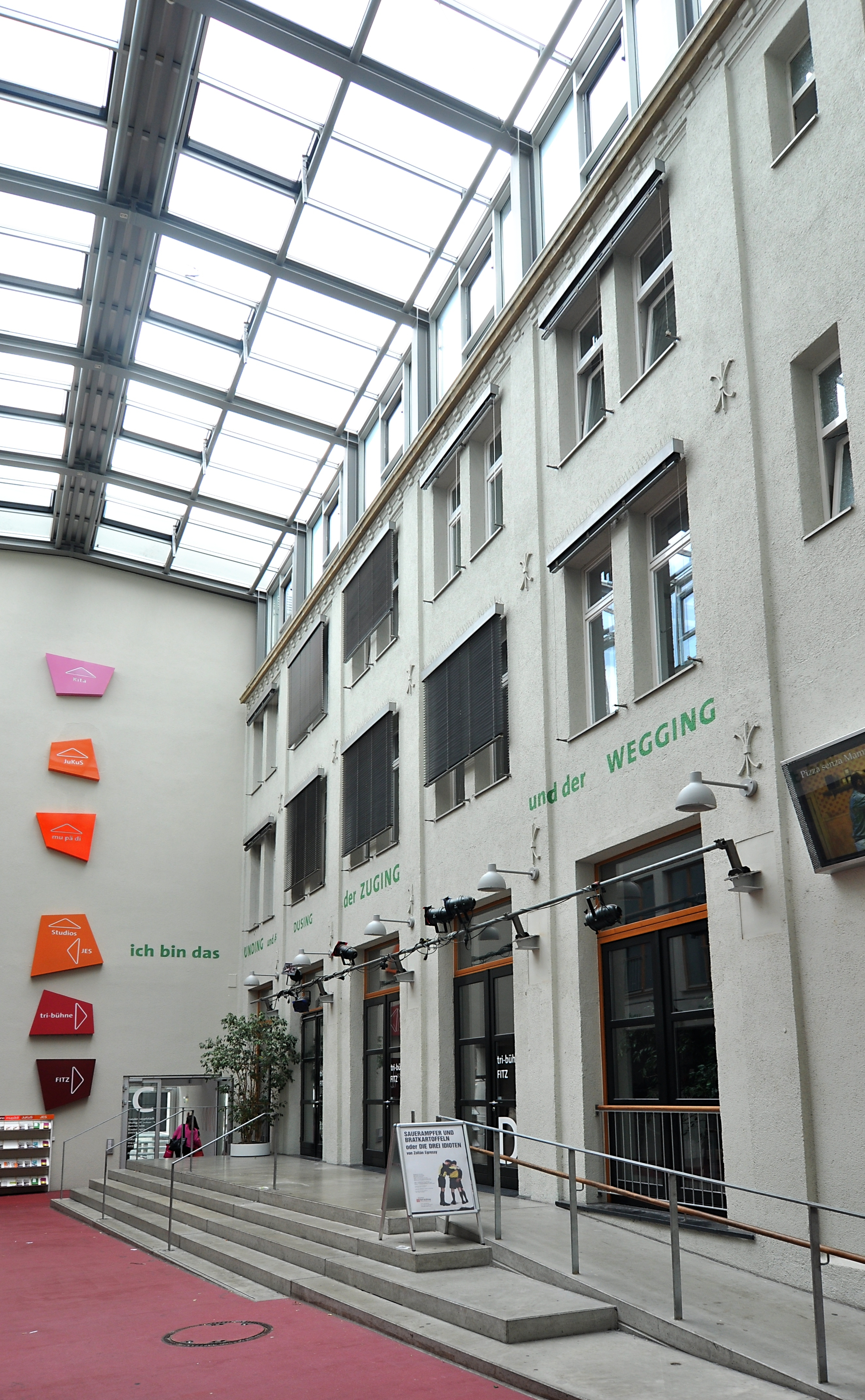
Eingang zum Theater tri-bühne in der Passage Unterm Tagblattturm

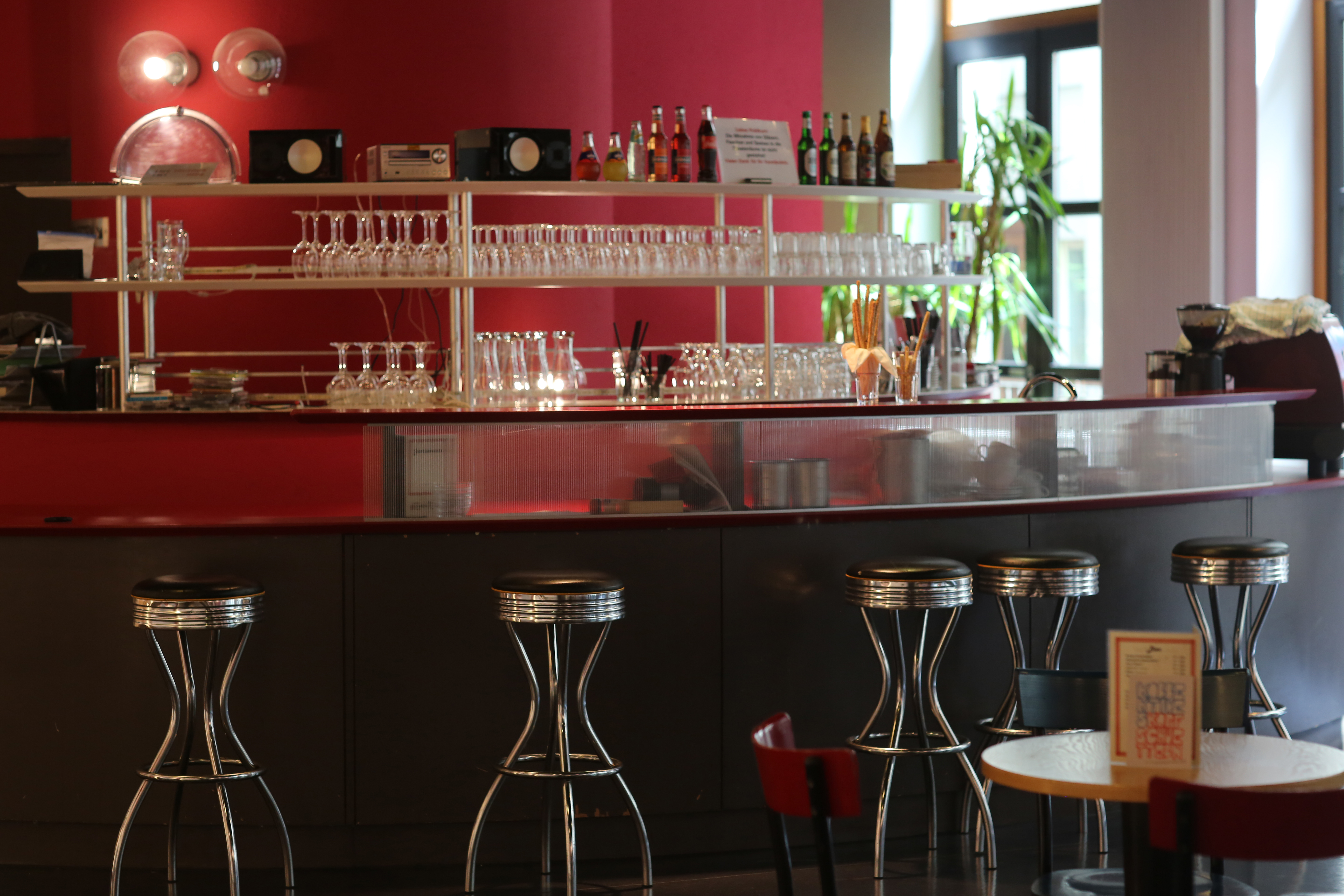
Eingangsbereich (Foyer) im Theater tri-bühne

Das Theater tri-bühne ist ein privates Schauspieltheater in Stuttgart.

## Geschichte
1975 wurde das Theater tri-bühne von Michael und Edith Koerber sowie Johanna Bäumker als freie Gruppe gegründet. Diese spielte u. a. im Forumtheater und im Künstlerhaus Reuchlinstraße, bis sie 1979 mit einer Studiobühne im Tagblatt-Turm-Areal eine feste Spielstätte bekam.
1982 übernahm Edith Koerber die Leitung des Theaters.
2003 bis 2004 wurde das Areal komplett umgebaut und zum Haus „Unterm Turm“ erweitert. Seit dem Umbau bespielt das Theater zwei Bühnen im alternierenden Betrieb: die ursprüngliche Bühne 2, eine Blackbox mit maximal 109 Plätzen und die neue Bühne 1 mit fester Bestuhlung für 154 Zuschauer. In beiden Sälen ist in der Regel freie Platzwahl.
Wie im Herbst 2022 bekannt wurde, beendet Edith Koerber im September 2023 nach 40 Jahren ihre Intendanz und übergibt die Leitung des Theaters an László Bagossy (Künstlerische Leitung) und Stefan Kirchknopf (Geschäftsleitung).

## Repertoire

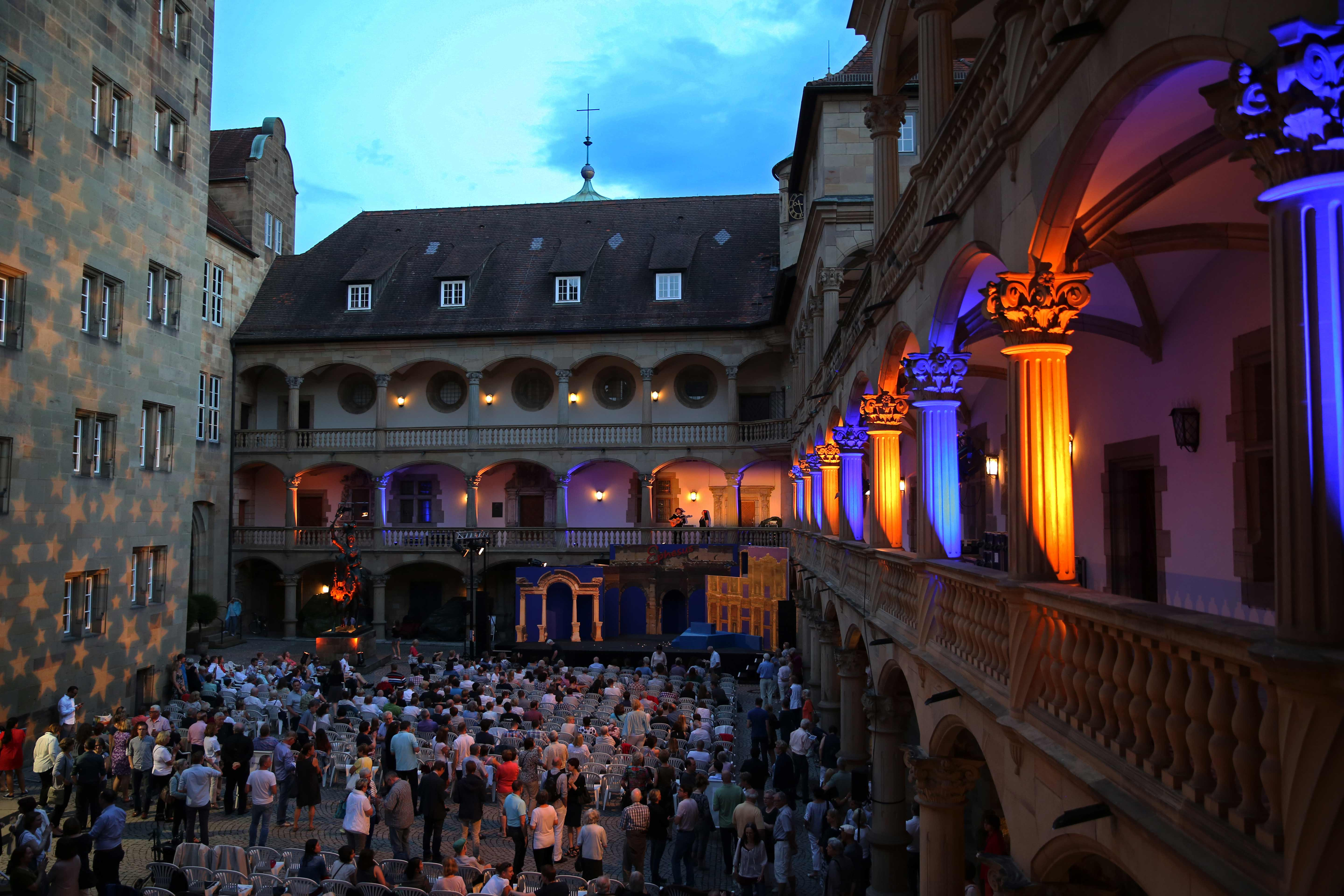
Das Theater tri-bühne zu Gast im Stuttgarter Schlosshof: Aufführung von Die Komödie der Irrungen im Sommer 2017

Pro Saison hat das Theater bis zu 10 Produktionen im Programm. Zum Repertoire gehört das gesamte Spektrum der dramatischen Literatur. Gespielt werden sowohl klassische als auch moderne Tragödien und Komödien sowie experimentelle Stücke. Inszeniert wurden etwa Sophokles’ Antigone, Shakespeares Komödie der Irrungen und Rayhanas In meinem Alter rauche ich immer noch heimlich. Hinzu kommen Dramatisierungen epischer Stoffe und Lesungen zu aktuellen Themen.
Zum Ende jeder Spielzeit führt das Theater tri-bühne vor der Kulisse des Alten Schlosses Stuttgart ein speziell für den Schlosshof konzipiertes Stück auf. Das Open Air wird jährlich im Rahmen des „Stuttgarter Kultursommers“ veranstaltet.

## Kooperationen
Ein Schwerpunkt der Arbeit des Theater tri-bühne besteht in internationaler Kooperation. 1985 begann die Kooperation mit dem Katona József Theater in Budapest. Sein künstlerischer Leiter Gábor Zsámbéki inszenierte vor allem in den 1990er Jahren am Theater tri-bühne. Die jüngste Partnerschaft besteht mit dem Teatro Avenida, Maputo (Mosambik). Beispiele für diese Partnerschaften sind Koproduktionen wie Kämpferische Träume mit dem Teatro Avenida, Gastspiele in Maputo (2004 bis 2011) sowie Gastregien wie die von Alejandro Quintana Contreras (Hase Hase, Ay, Carmela!, Unser täglich Sandwich, Nach mir die Sintflut) und László Bagossy (Top Dogs, Mutter Courage und ihre Kinder, Das kunstseidene Mädchen). Seit 1993 veranstaltet das Theater tri-bühne weiterhin alle zwei Jahre das Stuttgarter Europa-Theatertreffen (SETT).

## Ensemble
Das Theater tri-bühne verfügt über ein festes Ensemble. Je nach Inszenierung kommen Gastschauspielerinnen und Gastschauspieler hinzu.

## Weitere Angebote

### Schulkooperationen
Zur praktischen Theaterarbeit hat es eine Vielzahl von Angeboten für Lehrer und Schulklassen, welche in der Regel im Zusammenhang mit dem aktuellen Repertoire in Zusammenhang stehen (Stückgespräche, Besuche von Schulklassen, Schauspielworkshops und Aufführungen an Schulen, Unterstützung von Theater-AGs, Ermäßigungen).

## Rechtsträger und Förderung
Das Theater tri-bühne und das SETT werden vom Kulturamt der Stadt Stuttgart und vom Ministerium für Wissenschaft, Forschung und Kunst des Landes Baden-Württemberg gefördert. Träger ist der gemeinnützige Verein „tri-bühne e.V.“.